# Llista de rius de la Ribera Baixa
Llista de rius, rambles i barrancs a la comarca de la Ribera Baixa, al País Valencià.
| Nom                | Tipus   | Conca | Superfície de la conca | Longitud | Cabal      | Naixement                                  | Naixement                                              | Desembocadura              | Desembocadura                                          | Foto |
| Nom                | Tipus   | Conca | Superfície de la conca | Longitud | Cabal      | Lloc                                       | Coord.                                                 | Lloc                       | Coord.                                                 | Foto |
| ------------------ | ------- | ----- | ---------------------- | -------- | ---------- | ------------------------------------------ | ------------------------------------------------------ | -------------------------- | ------------------------------------------------------ | ---- |
| Tramusser          | barranc |       |                        |          |            | serra d'Alèdua (Llombai)                   | 39° 18′ 29″ N, 0° 31′ 02″ O / 39.3080857°N,0.5171678°O | l'Albufera (Sollana)       | 39° 17′ 02″ N, 0° 22′ 55″ O / 39.2838261°N,0.3819753°O |      |
| Xúquer             | riu     |       | 42.756 km²             | 509 km   | 49,22 m³/s | Montes Universales (Ojos de Valdeminguete) | 40° 23′ 28″ N, 1° 50′ 30″ O / 40.3912°N,1.8417°O       | mar Mediterrània (Cullera) | 39° 09′ 04″ N, 0° 14′ 11″ O / 39.1511°N,0.2363°O       |      |
| Cambrils (o Canet) | barranc |       |                        |          |            | serra de Corbera (Llaurí)                  | 39° 07′ 45″ N, 0° 19′ 31″ O / 39.1291533°N,0.3253377°O | Marjal de Cullera (Llaurí) | 39° 08′ 31″ N, 0° 18′ 27″ O / 39.1419663°N,0.307465°O  |      |

## Enllaços
- Visor Cartogràfic. Institut Cartogràfic Valencià. Generalitat Valenciana. https://visor.gva.es/visor/